# Global Warming (Pitbull)
Global Warming è il settimo album in studio del rapper statunitense Pitbull pubblicato il 19 novembre 2012 e anticipato dai singoli Back in Time, Get It Started e Don't Stop the Party. Un teaser era stato pubblicato il 17 settembre 2012 sul canale ufficiale di YouTube e sulla sua pagina Facebook.
L'album è un misto di Pop rap, Hip hop, Latin rap.

| Recensione | Giudizio |
| ---------- | -------- |
| AllMusic   |          |

## Promozione
Don't Stop the Party è stato eseguito in live nel programma televisivo Dancing with the Stars il 25 settembre e agli MTV Europe Music Awards l'11 novembre.
Il 19 novembre si sono tenuti gli American Music Award, e il rapper ha partecipato con l'esecuzione live di Feel This Moment insieme a Christina Aguilera e Don't Stop the Party.

### Singoli
- Il primo singolo estratto è Back in Time, pubblicato il 26 marzo 2012. Fa parte della colonna sonora del film Men in Black 3 e ha raggiunto la posizione undici della Billboard Hot 100.
- Get It Started è stato commercializzato come secondo singolo dell'album il 25 giugno 2012 e figura la collaborazione della cantautrice colombiana Shakira.
- Don't Stop The Party è il terzo singolo ed è stato pubblicato il 25 settembre 2012.

## Accoglienza
Ray Rahman di Entertainment Weekly ha dato all'album una "A-".
Sam Lansky del sito "Idolator" ha dichiarato che la musica e la vasta gamma di artisti presenti sono in gran parte quello che i fan del suo stile club/hip-pop si aspettano. Egli ha osservato che la canzone in collaborazione con Jennifer Lopez, Drinks for you (Ladies Anthem), può essere una delle tracce di maggior spicco.

## Tracce
Edizione standard
1. Global Warming (Intro) (feat. Sensato) – 1:25 (Armando C. Perez, William Reyna, Urales Vargas, Antonio Monge, Rafael Ruiz, Ritter, Yelmen)
2. Don't Stop the Party (feat. TJR) – 3:26 (Perez, TJ Rozdilsky, José García, Jorge Martinez, Warwick Lynn, Frederick Hibbert)
3. Feel This Moment (feat. Christina Aguilera) – 3:49 (Perez, Nasri Atweh, Adam Messinger, Nolan Lambroza, Urales Vargas, Pal Waaktaar, Morten Harket, Magne Furholmen, Christina Aguilera)
4. Back in Time – 3:27 (Perez, Kinchen, Vargas, DJ Big Syphe, Mickey Baker, Sylvia Robinson, Ellas McDaniel)
5. Hope We Meet Again (feat. Chris Brown) – 3:41 (Chris Brown, Perez, Vargas, Atweh, Messinger, Lambroza, Ghantous, Capellaro)
6. Party Ain't Over (feat. Usher) – 4:03 (Perez, Jamal Jones, Nick van de Wall, Usher Raymond, Vargas, Earl Hayes)
7. Drinks for You (Ladies Anthem) (feat. Jennifer Lopez) – 3:16 (Perez, Jennifer Lopez, Daniel Woodis Jr., Vargas, Monica Rustgi)
8. Have Some Fun (feat. The Wanted) – 4:04 (Perez, van de Wall, Vargas, Danny Mercer, David Baerwald, Bill Bottrell, Wyn Cooper, Sheryl Crow, Kevin Gilbert)
9. Outta Nowhere (feat. Danny Mercer) – 3:26 (Perez, Danny Mercer)
10. Tchu Tchu Tcha (feat. Enrique Iglesias) – 3:25 (Enrique Iglesias, Perez, SoFLY, Mike Caren, Nius)
11. Last Night (feat. Havana Brown) – 3:39 (Perez, van de Wall, Clyde McKnight, Vargas, Anthony Preston)
12. I'm Off That – 3:17 (Perez, RL Grimes, van de Wall, Vargas, Adrian Trejo, Jorge Gomez Martinez, José Garcia, Poncho)

Durata totale: 40:58
Edizione deluxe
1. Echa Pa'lla (Manos Pa'rriba) (feat. Papayo) – 3:16 (Perez, Gregor Salto, Manuel Corrao, Vargas, Tzvetin Todorov)
2. Everybody Fucks (feat. Akon e David Rush) – 4:17 (Perez, Salto, Mercer, Jackson Morgan, Jencarlos Canela, Aliaune Thaim, Vargas, Todorov, Justin Franks, Kizzo)
3. Get It Started (feat. Shakira) – 4:05 (Shakira, Perez, Durrell Babbs, Kinchen, Vargas, Sidney Samson, Bigram Zayas, Kris Stephens)
4. 11:59 (feat. Vein) – 3:37 (Perez, Gravriel Aminov)

## Pubblicazioni
| Regione       | Data             | Etichetta   | Formato                   |
| ------------- | ---------------- | ----------- | ------------------------- |
| Germania      | 16 novembre 2012 | Sony Music  | Download digitale, CD     |
| Stati Uniti   | 19 novembre 2012 | RCA Records | Download digitale, CD, LP |
| Gran Bretagna | 3 dicembre 2012  | RCA Records | Download digitale, CD, LP |

## Curiosità
- Tchu Tchu Tcha contiene un campionamento da Eu quero tchu, eu quero tcha scritto da Shylton Fernandes e interpretato da João Lucas e Marcelo.
- Feel This Moment contiene un campionamento da Take On Me  scritta da Magne Furuholmen, Morten Harket e Pål Waaktaar ed eseguita da A-ha.
- Back in Time contiene un campionamento da Love is Strange, eseguita da Mickey & Sylvia.
- Have Some Fun contiene un campionamento da All I Wanna Do scritto da Wyn Cooper, Sheryl Crow, David Baerwald, Bill Bottrell e Kevin Gilbert e interpretato da Sheryl Crow.
- Global Warming (Intro). La base musicale di questa canzone è campionata da La macarena, eseguita da Los del Río.
- I'm Off That contiene un campionamento da Pacha on Acid, eseguita da Afrojack.
- Don't Stop The Party contiene un campionamento da Funky Vodka, eseguita da TJR.

## Classifiche
| Classifica (2012-25) | Posizione massima |
| -------------------- | ----------------- |
| Australia            | 14                |
| Austria              | 12                |
| Belgio (Fiandre)     | 46                |
| Belgio (Vallonia)    | 43                |
| Francia              | 43                |
| Germania             | 21                |
| Italia               | 54                |
| Norvegia             | 36                |
| Nuova Zelanda        | 38                |
| Paesi Bassi          | 89                |
| Spagna               | 38                |
| Stati Uniti          | 14                |
| Svezia               | 54                |
| Svizzera             | 15                |